# Tomasz Byrt
Tomasz Byrt (* 25. Januar 1993 in Cieszyn) ist ein ehemaliger polnischer Skispringer. Er sprang für den Verein KS Wisła Ustronianka.

## Werdegang
Nachdem Byrt seit 2007 an FIS-Cup-Springen teilgenommen hatte, wurde er am 30. Juli 2010 in Courchevel erstmals im Continental Cup eingesetzt. Am 26. September 2010 gelang es ihm im kasachischen Almaty erstmals unter die besten drei eines Continental-Cup-Wettbewerbs zu springen. Nach weiteren guten Platzierungen im Continental-Cup durfte er am 21. Januar 2011 in Zakopane im Rahmen der nationalen Gruppe erstmals im Weltcup antreten. Zwei Tage später gewann er ebenda mit einem 29. Rang seine ersten Weltcuppunkte. Am 12. März 2011 wurde er beim Mannschaftsspringen im finnischen Lahti in der polnischen Equipe eingesetzt und errang mit Platz drei den einzigen Weltcup-Podestplatz seiner Karriere.
Bei den Polnischen Meisterschaften 2011 belegte Byrt den zweiten Platz auf der Normalschanze und mit der Mannschaft des KS Wisła Ustronianka. Am 12. März 2011 feierte er mit der polnischen Mannschaft den 3. Platz bei Teamweltcup in Lahti. Am 18. Dezember 2011 erreichte er mit dem zweiten Platz beim Continentelcup-Springen im türkischen Erzurum sein bisher bestes Ergebnis in diesem Wettbewerb. Am selben Ort konnte er mit der polnischen Equipe, zu der außer ihm noch Klemens Murańka, Bartłomiej Kłusek und Aleksander Zniszczoł gehörten, bei der Junioren-WM 2012 die Silbermedaille erringen.
Nachdem er in der Saison 2012/13 lediglich noch bei den Continental Cupspringen im Januar 2013 in Zakopane eingesetzt und bei beiden Springen dispaulifiziert wurde, trat er im Februar 2013 noch einmal bei zwei Springen im FIS-Cup am selben Ort international in Erscheinung, belegte dort aber lediglich die Plätze 52 und 55. Anschließend startete er bis zu seinem Karriereende 2016, abgesehen von je einem Start bei einem FIS-Cup-Springen in Štrbské Pleso und einem Continental-Cup-Springen in Brotterode lediglich noch bei Springen in Polen.

## Erfolge

### Weltcup-Platzierungen
| Saison  | Platz | Punkte |
| ------- | ----- | ------ |
| 2010/11 | 78.   | 02     |

### Grand-Prix-Platzierungen
| Saison | Platz | Punkte |
| ------ | ----- | ------ |
| 2011   | 31.   | 72     |